# エネルギーキャリア
エネルギーキャリア（英: energy carrier）は、後に機械的仕事や熱など他の形態に変換したり、化学的または物理的プロセスを動かすことができるエネルギーを含む物質（燃料）や、場合によっては現象（エネルギーシステム）のことである。エネルギー担体（たんたい）やエネルギー媒体（ばいたい）とも呼ばれる。
このようなキャリアには、ばね、電池、コンデンサ、圧縮空気、ダム貯水、水素、石油、石炭、薪（まき）、および天然ガスがあげられる。エネルギーキャリアは、それ自体がエネルギーを生成する (en:英語版) ものでなく、他のシステムで育まれたエネルギーを保持している。

## ISO 13600による定義
ISO 13600によると、エネルギーキャリアは、機械的な仕事または熱を生成するため、あるいは化学的または物理的プロセスを動作させるために使用できる物質または現象のいずれかとされている。それは後に、あるいは他の場所で使用可能なエネルギーとして変換するためのエネルギーを含むシステムまたは物質である。これは、たとえば家電製品や自動車で用いるために変換することができる。このようなキャリアには、ばね、電池、コンデンサ、圧縮空気、ダム貯水、水素、石油、石炭、木材および天然ガスがあげられる。
ISO 13600シリーズ（ISO 13600、ISO 13601、ISO 13602）は、ミクロおよびマクロレベルで技術エネルギーシステム（Technical energy systems、TES）を定義、記述、分析、および比較するためのツールとして使用することを目的としている。
- ISO 13600（技術エネルギーシステム - 基本概念）は、TESの全般、特にエネルギーウェアの供給と需要部門のTESを定義し記述するために必要な基本的な定義と用語を取り扱っている。
- ISO 13601（技術エネルギーシステム - 分析のための構造 - エネルギーウェア供給と需要部門）は、エネルギーウェア（Energyware）の需要と供給のマクロレベルで下位の活動分野を記述し分析するために使用される構造を扱っている。
- ISO 13602（英語版）（各部）は、あらゆる技術エネルギーシステムの記述と分析を容易にする。

## エネルギー学における定義

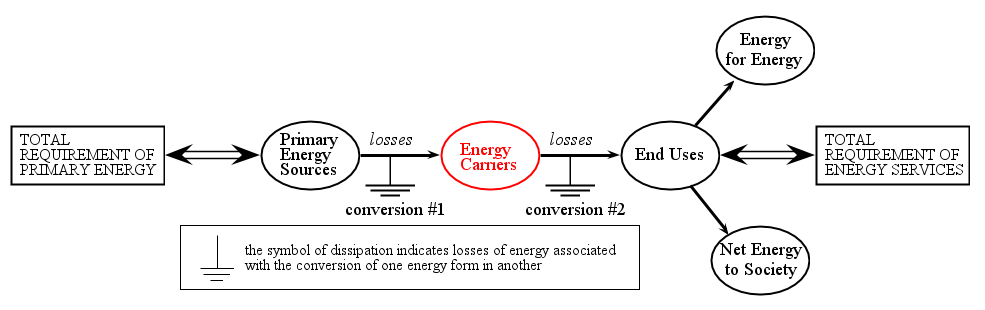
社会のエネルギー代謝における、さまざまなエネルギー形態を示す概略図。エネルギーキャリア(energy carriers)は、エネルギー部門によって一次エネルギー源(primary energy sources)を用いて生産される。エネルギーキャリアは強調して表示されている。

エネルギー学の分野では、エネルギーキャリアは、人間の技術によって一次エネルギー源から生産される。エネルギー部門のみが一次エネルギー源を使用する。社会の他の活動分野では、エネルギーキャリアを使用して有用な活動（最終用途）を行う。「エネルギーキャリア」（Energy Carriers、EC）と「一次エネルギー源」（Primary Energy Sources、PES）を区別することは非常に重要である。エネルギーキャリアは、一次エネルギー源よりも価値が高い（より高い品質を持つ）場合がある。たとえば、水力発電所で作られる1メガジュール（MJ）の電力は、3 MJの石油に相当する。太陽光は主要な一次エネルギー源であり、植物に変換され、石炭、石油、天然ガスに変換される。太陽光発電や風力発電も、太陽光からの派生したものである。なお、石炭、石油、天然ガスは太陽光に由来するが、地球上から採掘したもの（化石燃料）は一次エネルギー源とみなされる。天然ウランも地球上から採掘された一次エネルギー源だが、生物の分解に由来するものではない（鉱物燃料）。